# 氷のスフィンクス
『氷のスフィンクス』（こおりのスフィンクス、原題 仏: Le Sphinx des glaces ）は、1897年に刊行されたジュール・ヴェルヌの海洋冒険小説。

## 概要
ヴェルヌの極地探検小説の集大成ともいえる作品で、初期の頃のような荒唐無稽ともいえる描写は見受けられず錬成された文体で描かれる。エドガー・アラン・ポーの『アーサー・ゴードン・ピムの冒険』の続篇として晩年に書かれた。ポーの作品へのヴェルヌ流の解釈ともいえる謎解きが含まれる。

## あらすじ
1839年にケルゲレン諸島での地質調査の終了したジョーリングは、トリスタン・ダ・クーニャ島に向かうレン・ガイ船長のハルブレイン号への乗船を打診して難航したが、どうにか同乗を許される。その後、ポーの『アーサー・ゴードン・ピムの冒険』が空想ではないことが判明する。

## 登場人物
- ジョーリング (Jeorling) - 地質学の専門家。乗り合わせたハルブレイン号で南極へ赴くことになる。
- レン・ガイ (Len Guy) - ハルブレイン号の船長。ポーの小説の影響で南極へ向かう。
- ハント (Hunt) - フォークランド諸島でハルブレイン号に乗り組むことになったアメリカ人の船乗り。数度にわたり仲間の危機を救う。
- ハーン (Hearne) - フォークランド諸島で高給に釣られてハルブレイン号に乗り組む海豹取りの名人。
- ハリガリー (Hurliguerly) - ワイト島出身のハルブレイン号の船員。
- ジェム・ウェスト (Jem West) - 船員達から信頼されるハルブレイン号の副船長。
- マーティン・ホルト (Martin Holt) - ハルブレイン号の帆修理係。

## 日本語訳
- 『氷のスフィンクス』古田幸男（訳）、パシフィカ、1979年
- 『氷のスフィンクス』古田幸男（訳）、集英社文庫、1994年